# Hendrik II van Brabant
Hendrik II (1207 – 1 februari 1248), hertog van Brabant van 1235 tot aan zijn dood. Hij wordt ook Hendrik de Edelmoedige genoemd.
Hij was de oudste zoon uit het eerste huwelijk van Hendrik I, wiens oostwaartse expansiepolitiek hij voortzette. Hij mengde zich in de twisten tussen de prins-bisschop van Luik en de steden van zijn bisdom, en sloot zich aan bij keizer Frederik II van het Heilige Roomse Rijk, wat hem in 1244 het graafschap Dalhem opleverde.
Tijdens de minderjarigheid van zijn neven Otto II van Gelre (zoon van zijn zus Margaretha) en Willem II van Holland (zoon van zijn zus Mathilde) stonden hun vorstendommen (Gelre en Holland) onder zijn invloed. In 1247 weigerde hij de titel van Duits koning, ten voordele van zijn neef Willem II van Holland.
Zijn tweede echtgenote, Sofia van Thüringen († 1275), dochter van landgraaf Lodewijk IV van Thüringen en de H. Elisabeth van Hongarije, erfde in 1247 het landgraafschap Thüringen, dat echter in 1275 weer van Brabant werd gescheiden als erfdeel voor Hendrik het Kind (stamvader van het Huis Hessen), hun zoon uit dit tweede huwelijk.
Op 12 januari 1248, enkele dagen voor zijn dood, verleende hertog Hendrik aan zijn onderdanen het eerste algemeen landsprivilegie voor hertogdom Brabant, waarbij hij onder meer rechtszekerheid beloofde, en dat bedoeld was om de opvolging van zijn nog jonge zoon Hendrik III in de ogen van zijn onderdanen te vergemakkelijken.
Samen met zijn tweede echtgenote werd hij begraven in de abdijkerk van Villers. Het mausoleum werd vernield bij de Franse revolutie, maar de ligging van de grafkelder is bekend.

## Huwelijken en kinderen
Hendrik huwde (1) met Maria, dochter van Filips van Zwaben en werd de vader van:
- Hendrik III (ca.1231-1261)
- Filips
- Machteld (1224-1288), in 1237 gehuwd met Robert I van Artesië (1216 † 1250) en in 1254 met Gwijde III van Saint-Pol (-1289), comte de Saint-Pol
- Beatrix (1225-1288), in 1241 gehuwd met Hendrik Raspe (-1247), landgraaf van Thüringen en Rooms koning; vervolgens in 1247 met Willem II van Vlaanderen (1224-1251)
- Maria, in 1254 gehuwd met Lodewijk II van Beieren (1229-1294)
- Margaretha (1277), abdis van de Abdij van Hertogendal (Valduc), vandaag Hamme-Mille; deze abdij van cisterciënzerinnen had haar vader gesticht.

Hendrik huwde (2) met Sofia van Thüringen en werd vader van:
- Hendrik het Kind (1244-1308), landgraaf van Thuringen
- Elisabeth (1243-1261), in 1254 gehuwd met Albrecht I van Brunswijk (1236-1279).

## Voorouders
| Voorouders van Hendrik II van Brabant | Voorouders van Hendrik II van Brabant                                         | Voorouders van Hendrik II van Brabant                                         | Voorouders van Hendrik II van Brabant                                            | Voorouders van Hendrik II van Brabant                                            | Voorouders van Hendrik II van Brabant                                     | Voorouders van Hendrik II van Brabant                                     | Voorouders van Hendrik II van Brabant                                      | Voorouders van Hendrik II van Brabant                                      |
| ------------------------------------- | ----------------------------------------------------------------------------- | ----------------------------------------------------------------------------- | -------------------------------------------------------------------------------- | -------------------------------------------------------------------------------- | ------------------------------------------------------------------------- | ------------------------------------------------------------------------- | -------------------------------------------------------------------------- | -------------------------------------------------------------------------- |
| Overgrootouders                       | Godfried II van Leuven (1105-1142) ∞ 1139 Lutgardis van Sulzbach (1115-1163)  | Godfried II van Leuven (1105-1142) ∞ 1139 Lutgardis van Sulzbach (1115-1163)  | Hendrik II van Limburg (1110-1167) ∞ 1136 Mathilde van Saffenburg (+/-1113-1145) | Hendrik II van Limburg (1110-1167) ∞ 1136 Mathilde van Saffenburg (+/-1113-1145) | Diederik van de Elzas (1100-1168) ∞ 1139 Sybille van Anjou (1116–1165)    | Diederik van de Elzas (1100-1168) ∞ 1139 Sybille van Anjou (1116–1165)    | Stefanus van Engeland (1096-1154) ∞ 1125 Mathilde van Boulogne (1105-1151) | Stefanus van Engeland (1096-1154) ∞ 1125 Mathilde van Boulogne (1105-1151) |
| Grootouders                           | Godfried III van Leuven (1140-1190) ∞ 1155 Margaretha van Limburg (1135-1172) | Godfried III van Leuven (1140-1190) ∞ 1155 Margaretha van Limburg (1135-1172) | Godfried III van Leuven (1140-1190) ∞ 1155 Margaretha van Limburg (1135-1172)    | Godfried III van Leuven (1140-1190) ∞ 1155 Margaretha van Limburg (1135-1172)    | Mattheüs I van de Elzas (1138-1173) ∞ 1150 Maria van Boulogne (1136-1182) | Mattheüs I van de Elzas (1138-1173) ∞ 1150 Maria van Boulogne (1136-1182) | Mattheüs I van de Elzas (1138-1173) ∞ 1150 Maria van Boulogne (1136-1182)  | Mattheüs I van de Elzas (1138-1173) ∞ 1150 Maria van Boulogne (1136-1182)  |
| Ouders                                | Hendrik I van Brabant (1160-1235) ∞ Mathilde van Boulogne (+/-1161-1210)      | Hendrik I van Brabant (1160-1235) ∞ Mathilde van Boulogne (+/-1161-1210)      | Hendrik I van Brabant (1160-1235) ∞ Mathilde van Boulogne (+/-1161-1210)         | Hendrik I van Brabant (1160-1235) ∞ Mathilde van Boulogne (+/-1161-1210)         | Hendrik I van Brabant (1160-1235) ∞ Mathilde van Boulogne (+/-1161-1210)  | Hendrik I van Brabant (1160-1235) ∞ Mathilde van Boulogne (+/-1161-1210)  | Hendrik I van Brabant (1160-1235) ∞ Mathilde van Boulogne (+/-1161-1210)   | Hendrik I van Brabant (1160-1235) ∞ Mathilde van Boulogne (+/-1161-1210)   |
| Hendrik II van Brabant (1207-1248)    |                                                                               |                                                                               |                                                                                  |                                                                                  |                                                                           |                                                                           |                                                                            |                                                                            |

- Biografisch Portaal: 34917615
- Digitale Bibliotheek voor de Nederlandse Letteren: hend046
- Gemeinsame Normdatei: 136851126
- International Standard Name Identifier: 0000 0000 5748 6401
- Nederlandse Thesaurus van Auteursnamen: 379242672
- Virtual International Authority File: 81128018